# یوجین اشمیت
یوجین اشمیت (دانمارکی: Eugen Schmidt; ۱۷ فوریهٔ ۱۸۶۲ – ۷ اکتبر ۱۹۳۱) تیرانداز و ورزشکار دو و میدانی اهل دانمارک بود.
از افتخارات وی میتوان به کسب مدال طلا طناب‌کشی در بازی‌های المپیک تابستانی ۱۹۰۰ اشاره کرد.